# Saye Zerbo
Saye Zerbo (ur. 27 sierpnia 1932 w Tougan, zm. 19 września 2013 w Wagadugu) – prezydent i szef rządu Górnej Wolty w latach 1980–1982 (ob. Burkina Faso).
Pochodził z prowincji Samo, na zachodzie kraju. Do szkoły uczęszczał w Mali i Saint-Louis w Senegalu. Potem wstąpił do armii francuskiej. Kształcił się w Akademii Wojskowej Saint-Cyr. Brał udział w wojnie w Indochinach i Algierii. Po uzyskaniu niepodległości przez Górną Woltę powrócił do kraju.
W rządzie wojskowych prezydenta Lemizany (urzędującego od 1966), był od 1974 do 1976 ministrem spraw zagranicznych. Oprócz tego komendantem w stolicy Ouagadougou i szefem wojskowej agencji informacyjnej. Dzięki temu osiągnął wpływ na gwardię w stolicy kraju i służby informacyjne.
25 listopada 1980 obalił Lemizanę, który zdążył potwierdzić swoją pozycję w wyborach, w maju 1978. Wprowadzona w 1977 wprowadzona konstytucja została zawieszona i powstała rada wojskowa Comité Militaire de Redressement pour le Progrès National (CMPRN). Rządom Zerbo sprzeciwiały się przede wszystkim związki zawodowe, wspierane uprzednio przez Lemizanę. 7 listopada 1982 kolejny pucz - tym razem pod kierunkiem Jean-Baptiste Ouédraogo - odebrał Zerbo władzę.
Po upadku swoich rządów został aresztowany. Jednak jego przeciwnik Jean-Baptiste Ouédraogo został wkrótce obalony przez Thomasa Sankarę (4 sierpnia 1983). Dlatego też, w maju 1984 dawni dyktatorzy Lemizana i Zerbo zostali postawieni przed sądem. Zerbo został skazany na piętnaście lat pozbawienia wolności. W czasie odbywania kary przeszedł z islamu na chrześcijaństwo. W sierpniu 1985 zwolniono go z więzienia. Dwa lata później Sankara został pozbawiony władzy i zabity w kolejnym zamachu stanu - przygotowanym przez Blaise Compaoré. Nowy dyktator od czasu do czasu spotykał się z Zerbo i zasięgał jego rady. Skazujący wyrok trybunału ludowego z 1984 został w 1997 uchylony. Sam Zerbo znalazł się na emeryturze.